# アンドリュー・ライリー
アンドリュー・ライリー（Andrew Riley、1988年9月6日 ‐ ）は、ジャマイカ・セント・トーマス教区出身の陸上競技選手。専門はハードル競走の110mハードル。自己ベストはジャマイカ歴代4位の13秒14。2013年モスクワ世界選手権のファイナリスト（8位）である。

## 経歴
2012年6月、全米学生選手権（NCAA選手権）に出場。男子100m準決勝を10秒02（+1.4）の自己ベストで突破すると、決勝は3位までが10秒28（-2.3）の同タイムという混戦を制した。男子4×100mリレーでは決勝に進出するも記録無し（途中棄権）に終わったが、男子110mハードルは13秒53（-3.5）で制して2大会ぶりの優勝を果たすとともに、100mとの2冠を達成した。全米学生選手権で男子100mと男子110mハードルの2冠達成は史上初の快挙で、これらの活躍が認められて全米陸上競技＆クロスカントリーコーチ協会からアスリート・オブ・ザ・イヤー（男子トラック部門）に選出された。
2013年7月6日、ダイヤモンドリーグ・ミーティングアレヴァの男子110mハードルでジャマイカ歴代2位（当時）の記録となる13秒14（0.0）をマークした。
2014年7月29日、英連邦競技大会の男子110mハードルを13秒32（-0.3）で制し、自身初の主要国際タイトルを獲得した。

## 自己ベスト
記録欄の（　）内の数字は風速（m/s）で、+は追い風を意味する。
| 種目         | 記録          | 年月日        | 場所             | 備考              |
| 屋外         | 屋外          | 屋外          | 屋外             | 屋外              |
| ------------ | ------------- | ------------- | ---------------- | ----------------- |
| 100m         | 10秒02 (+1.4) | 2012年6月6日  | デモイン         |                   |
| 110mハードル | 13秒14 (0.0)  | 2013年7月6日  | パリ             | ジャマイカ歴代4位 |
| 走高跳       | 2m10          | 2008年3月12日 | キングストン     |                   |
| 室内         |               |               |                  |                   |
| 60m          | 6秒57         | 2012年3月10日 | ナンパ           |                   |
| 60mハードル  | 7秒53         | 2012年2月11日 | フェイエットビル |                   |

## 主要大会成績
| 年   | 大会                        | 場所               | 種目     | 結果   | 記録          | 備考        |
| ---- | --------------------------- | ------------------ | -------- | ------ | ------------- | ----------- |
| 2007 | カリフタゲームズ (U20) (en) | プロビデンシアリス | 七種競技 | 2位    | 4601点        |             |
| 2011 | 世界選手権                  | 大邱               | 110mH    | 準決勝 | 13秒75 (-1.6) |             |
| 2012 | オリンピック                | ロンドン           | 110mH    | 予選   | 13秒59 (+0.8) |             |
| 2013 | 世界選手権                  | モスクワ           | 110mH    | 8位    | 13秒51 (+0.3) |             |
| 2014 | 世界室内選手権              | ソポト             | 60mH     | 決勝   | DNS           | 準決勝7秒59 |
| 2014 | 英連邦競技大会 (en)         | グラスゴー         | 110mH    | 優勝   | 13秒32 (-0.3) |             |
| 2015 | 世界選手権                  | 北京               | 110mH    | 準決勝 | 13秒43 (-0.1) |             |
| 2016 | オリンピック                | リオデジャネイロ   | 110mH    | 準決勝 | 13秒46 (+0.3) |             |